# رایان بیلی (دونده)
رایان بیلی (انگلیسی: Ryan Bailey؛ زادهٔ ۱۳ آوریل ۱۹۸۹) دونده دو سرعت اهل ایالات متحده آمریکا است.